# I Like
"I Like" är en låt av den amerikanska sångerskan Keri Hilson. Låten skrevs av David Jost och Robin Grubert och spelades in för soundtracket till den tyska filmen Zweiohrküken. Låten är även med på In a Perfect World... (I Like Edition).

## Topplistor
| Topplista                                    | Högsta position |
| -------------------------------------------- | --------------- |
| Belgien (Ultratop Flandern)                  | 37              |
| Belgien (Ultratip Vallonien)                 | 20              |
| Danmark (Tracklisten)                        | 30              |
| Norge (VG-lista)                             | 3               |
| Schweiz (Media Control AG)                   | 5               |
| Slovakien (IFPI)                             | 1               |
| Storbritannien (The Official Charts Company) | 34              |
| Sverige (Sverigetopplistan)                  | 46              |
| Tjeckien (IFPI)                              | 9               |
| Tyskland (Media Control AG)                  | 1               |
| Österrike (Ö3 Austria Top 40)                | 2               |